# Teen Titans Go! (serie animada)
Teen Titans Go! (Los Jóvenes Titanes en acción en Hispanoamérica) es una serie animada estadounidense basada en el equipo de superhéroes de DC Comics, Jóvenes Titanes. La serie fue anunciada después de la popularidad del cortometraje de DC Nation, Los Nuevos Jóvenes Titanes, los cuales se basan en la serie de televisión de 2003. 
Teen Titans Go! es considerado como un spin-off respecto a la serie anterior Teen Titans, de la cual solo se conservan algunos elementos. Muchos personajes de DC  Comics hacen cameos y se hace referencia en el fondo. La serie mantiene el mismo elenco de voces en la versión original en inglés.
En Latinoamérica, se transmite desde el 2 de septiembre de 2013 en Cartoon Network. En España, se estrenó el 21 de octubre de 2014 en abierto en Clan hasta que fue trasladado a Boing y se estrenó el 1 de octubre de 2016,con los mismos actores de voz que en la serie original para España.
El 27 de julio de 2018, fue estrenada la adaptación cinematográfica.
En 2021, Cartoon Network anunció una serie derivada basada en los episodios de Night Begins to Shine.
En 2023, se confirmó a través de un listado EIDR que la serie fue elegida para una novena temporada que consta de 52 episodios.
El 11 de junio de 2025 se anunció que la serie se renovaría para una décima temporada con fecha exacta por determinar.

## Sinopsis
Teen Titans Go! es una serie de animación que sigue las aventuras de los Jóvenes Titanes cuando están o no salvando el mundo, mientras viven juntos como adolescentes. 

## Personajes

### Personajes principales
- Robin: Es el líder de los Jóvenes Titanes, perfeccionista, muy chistoso en ocasiones, y obsesionado por el control, pero aun así siente una gran amistad hacia sus compañeros de equipo. Está locamente enamorado de Starfire, aunque nunca se atreve a admitirlo, tiene 13 años.
- Starfire: Es una chica que lucha para adaptarse a las costumbres del Planeta Tierra durante la conducción de Robin, quien está locamente enamorado de ella, con un gran amor adolescente que no corresponde pero se muestra que le va agarrando cariño cada vez más. Cuando se enfada se pone de mal genio, sus ojos brillan de verde resplandeciente, tiene alrededor de 13-14 años.
- Cyborg: Es un adolescente con voz de adulto 20% humano, 80% robot muy despreocupado. En ciertos momentos, suele ser el segundo al mando y la personalidad madura del grupo cuando se le necesita en algunas ocasiones. Está enamorado de Jinx, tiene 16 años.
- Raven: Es una chica 50% humana y 50% demonio, que posee grandes poderes místicos oscuros y puede hacer hechizos oscuros. En realidad, es la hija de Trigon, un malvado demonio interdimensional que esclavizó numerosos mundos. Ella es una joven introvertida, muy sarcástica e inexpresiva, prefiere estar sola que con los demás la mayoría del tiempo. Cuando se enoja puede liberar su lado demoníaco siendo un peligro para cualquiera, recientemente se reveló que está enamorada de Chico Bestia, aunque le gusta disimularlo constantemente, tiene 14 años.
- Chico Bestia: Es el mejor amigo de Cyborg. Es un holgazán poco delicado que puede transformarse en todo tipo de animales. Es vegetariano y le encanta comer comida chatarra y también jugar videojuegos. Está, también, enamorado de Raven desde el principio de la serie. Se asemeja mucho al personaje Cosmo, personaje principal de la serie Los padrinos mágicos, solo que no es de piel verde, no tiene ojos verdes pero tiene el mismo peinado, tiene 12 años.
- Bumblebee: Es inadaptada, de carácter muy fuerte y extrovertida se transforma en abeja y puede controlarlas. Le gusta mucho la miel y es leal a sus amigos, esta integrante fue temporal, tiene 15 años.

### Villanos

#### H.I.V.E. (La Colmena)
La H.I.V.E./Fearsome Five, al igual que los Titanes, es un grupo de 5 miembros, pero villanos. Los miembros de la H.I.V.E. son:
- Gizmo: Es un malvado niño genio que utiliza sus inventos y su ingenio para combatir con los titanes. Es el líder de la H.I.V.E.
- Jinx: Es una poderosa hechicera cuyos poderes son causar la mala suerte a sus enemigos y lanzar rayos de sus manos. Es perversa, pero en el fondo también es compasiva y buena. Desde el episodio 41 "opuestos", ella siente algo por Cyborg y se vuelve su novia secreta.
- Billy Múltiple/numeroso (Billy Numerous): Tiene la habilidad de multiplicarse y crear clones de sí mismo.
- Ojo (See-More): Es un cíclope que lanza rayos por su ojo.
- Mammoth: Un metahumano con fuerza sobrehumana y habilidades de una criatura similar a un Yeti.

#### Otros villanos
- Ed: Es un profesor de conducción de autos que recibe a los alumnos con mal para pasar el examen con el propósito de asaltar bancos. Robin termina involucrado hasta se dio cuenta de que ya sabía que es un ladrón solo para ser succionado por un demonio que dejó por error tras dejar a Raven.
- Trigon: Es un poderoso demonio cruel y destructor, devorador de un millón de almas, conquistador de incontables mundos, es considerado uno de los seres más poderosos del universo. Es el padre de Raven, a diferencia que la serie original, él es un poco más cómico y se puede transformar en el tamaño de un humano con ropa de suit. Irónicamente, si tiene un propósito para acabar con la Tierra y convertir a Raven en un verdadero ser demoníaco que sea la destrucción de todos.
- Terra: Es un personaje secundario que comenzó como supuesta heroína pero termina siendo una villana, a diferencia de serie original, en poco tiempo tuvo la confianza de la mayoría de los titanes. En este caso, es más directa obteniendo la información de los titanes después de engañar a Chico Bestia al hacerse pasar por su novia. En el momento de casi acabar con él, Raven se libera y se enfrenta contra ella, tras lo que acaba succionada por un portal a otra dimensión "El basurero". Terra, en realidad, no sentía nada por Chico Bestia.
- Hermano Sangre: Es uno de los peores enemigos de los Titanes en la cual es el director carismático y sádico de la Academia Colmena.
- Blackfire: Es la hermana mayor de Starfire en la cual ella se demuestra que no es nada como su hermana, Starfire, siendo opuesto a ella. Trataba muy mal a su hermana desde bebés, pero al final, los Titanes le hicieron entender a Blackfire que Starfire en realidad le quería mucho y la ayudaron a ser una buena hermana, pero Starfire no pudo aguantar su ira desde hace mucho tiempo y le acabó atravesando edificios varias veces y un poder de explosión a ella.
- Slade: Es un supervillano que es el archienemigo de los Titanes (aunque su aparición es en la película, también se le puede ver en ocasiones). En la película, los Titanes lo confunden por Deadpool.

### Otros personajes
- Sedita (Silkie): Es la mascota de Starfire y es una larva polilla mutante. Aunque en la serie se ve muy adorable con los Titanes.
- Batman: Es el justiciero enmascarado de Gotham City, mentor de Robin. Curiosamente se menciona y hace cameos mayormente junto al Comisionado Gordon como chiste.
- Gaviota: Ella siempre está en una roca cerca de la Torre Titán, solamente salió en la Temporada 1.
- Cangrejo: Solamente salió en la Temporada 2.
- Pelícano: Solamente salió en la Temporada 3.
- Pulpo: Solamente salió en la Temporada 4.
- Caracol: Solamente salió en la Temporada 5.
- Tortuga: Solamente salió en la Temporada 6.
- León Marino: Solamente salió en la Temporada 7.
- Nutria: Solamente salió en la temporada 8.

## Temporadas
| Temporada | Temporada | Episodios | Episodios | Emisión original      | Emisión original         |
| Temporada | Temporada | Episodios | Episodios | Primera emisión       | Última emisión           |
| --------- | --------- | --------- | --------- | --------------------- | ------------------------ |
|           | 1         | 52        | 52        | 23 de abril de 2013   | 5 de junio de 2014       |
|           | 2         | 52        | 52        | 12 de junio de 2014   | 30 de julio de 2015      |
|           | 3         | 53        | 53        | 31 de julio de 2015   | 13 de octubre de 2016    |
|           | 4         | 52        | 52        | 20 de octubre de 2016 | 25 de junio de 2018      |
|           | 5         | 52        | 52        | 25 de junio de 2018   | 4 de abril de 2020       |
|           | 6         | 52        | 52        | 4 de octubre de 2019  | 1 de mayo de 2021        |
|           | 7         | 52        | 52        | 8 de enero de 2021    | 16 de septiembre de 2022 |
|           | 8         | 42        | 42        | 7 de octubre de 2022  | 30 de noviembre de 2024  |
|           | 9         | 52        | 52        | 1 de marzo de 2025    | -                        |

## Recepción
Teen Titans Go! ha recibido críticas mixtas. Casi inmediatamente después del lanzamiento de la serie, los fanáticos de los Jóvenes Titanes "originales" se quejaron de que el programa no estaba tan bien escrito o animado como el programa anterior. Sin embargo, la mayoría de los revisores de los medios tuvieron una reacción al contrario, creyendo que esta fue una reinvención bien hecha de la serie clásica. La mayoría de los comentarios negativos de los fanáticos involucran el cambio de tono, ya que muchos se quejaron de que la serie debería ser dramática, no cómica. Curiosamente, los niños aparentemente han tomado muy bien la serie, ya que se ha desempeñado positivamente mucho más allá de las expectativas. La serie ha obtenido calificaciones récord entre los niños, siendo actualmente el programa número uno en Cartoon Network.
Los creadores de la serie han tomado nota de la retroalimentación negativa, tratándola a menudo como una broma y haciendo referencias a ella en la propia serie. En varios episodios, los Titanes mencionan que no son del agrado de los fanáticos de la serie anterior que consideran Teen Titans Go! como una "abominación" junto con otras descripciones negativas.
En "The Fourth Wall", los Titans se dan cuenta de sus contrapartes originales, comentando que antes eran mucho más fríos e incluso se preguntaban por qué no tener una sexta temporada de la serie anterior para responder a los cliffhangers. "The Return of Slade" presenta a los Titans comentando la satisfactoria resolución de la serie original que nadie más podrá ver. El episodio "Wally T" dio las referencias más evidentes, con el elenco asombrado de que tenían un solo fan. Robin incluso cuestionó aún más a su fan, preguntando qué iteración de los Titanes prefería. En "Brain Percentages", cuando Robin refuta la afirmación de Cyborg de que los programas de televisión son deshonestos, aparece de pronto una imagen que promueve la aparición de una sexta temporada de la serie original de Teen Titans.
Alejado de toda la negatividad que recibe este programa, es muy exitoso y ha sido nominado más de una vez para el Premio Kids Choice.
Common Sense Media dio a la serie 4 de 5 estrellas y escribió: "Gestiona algunos mensajes positivos junto con la comedia inteligente y caracterizaciones".
Después de que se lanzará el primer tráiler de su película, Scott Mendelson elogió la serie y su "locura nihilista", y escribió: "Tomado en sus propios términos, es increíblemente divertido e inteligente, ofreciendo lecciones de historia terriblemente cínicas, especiales navideños sombríos y fantasías en medio de un análisis de supérheores y auto comentarios".
A pesar de sus aprobaciones, Lee Wang le dio a la serie 2 de 4, diciendo: "Teen Titans Go! ofrecería poco incluso a los más entusiastas nostalgistas y completistas de los Titanes".
Joseph Murphy dijo: "Tanto potencial, por lo que es molesto que hasta la fecha, Teen Titans Go! ha sido un fracaso".
El 11 de junio de 2013, Cartoon Network renovó Teen Titans Go! para una segunda temporada, citando calificaciones exitosas gracias a las ideas de los productores y críticos que la ayudan a ser mejor.El 26 de abril de 2015, la serie fue nuevamente renovada para otra temporada, 31 de julio de 2015. y tuvieron una película que se estrenó en 27 de julio de 2018.
Teen Titans Go! es en la actualidad una de las series más largas de Cartoon Network, con un total de 397 episodios.
En 2021 se estrenó su séptima temporada que consta con 52 episodios. La octava temporada empezó su emisión el 7 de octubre de 2022.

## Películas

### Teen Titans Go!: La Película
Teen Titans Go! to the Movies fue estrenada en los Estados Unidos el 27 de julio de 2018 por Warner Bros. Pictures. El 10 de enero de 2018 presentó el primer tráiler oficial de la película. El presupuesto de la película fue de $10 000 000 y su recaudación fue de $52 090 236. Ha recibido reseñas positivas por parte de críticos, elogiando su humor y trama. En esta película, Stan Lee hace por única vez un cameo en una película de DC.
Tara Strong dio a conocer que la serie Teen Titans podría llegar a tener su sexta temporada, si Teen Titans Go! to the Movies llegaba a tener buena recaudación y en una escena a mitad de los créditos, los Teen Titans de la serie 2003-2006 aparecen en una pantalla distorsionada y les dicen a los espectadores que "encontraron un camino de regreso".

### Teen Titans Go! vs. Teen Titans
El 24 de septiembre de 2019, fue estrenada su segunda película que fue para la televisión, llamada Teen Titans Go! vs. Teen Titans.
La versión DVD y Blu-Ray fue lanzada el 15 de octubre de 2019.

### Teen Titans Go! See Space Jam
El 20 de junio de 2021, fue estrenada una película donde los Jóvenes Titanes ven la película de 1996, Space Jam, llamada Teen Titans Go! See Space Jam.  La película es un crossover entre Teen Titans Go! y Space Jam, como una forma de promocionar la película de 2021, Space Jam: A New Legacy.

### Teen Titans Go! & DC Super Hero Girls: Mayhem in the Multiverse
El 24 de mayo de 2022, fue lanzada una película crossover con DC Super Hero Girls, llamada Teen Titans Go! & DC Super Hero Girls: Mayhem in the Multiverse, dónde estos héroes vuelven a cruzar caminos. 

## Crossovers

### Young Justice
Aqualad, Superboy y Miss Martian aparecen en el episodio de la temporada 2 "Let's Get Serious".
En el episodio "Nightmare Monkeys" de Young Justice: Outsiders, el estilo de animación de TTG se utilizó como base de las visiones de Chico Bestia en su mente.

### Las chicas superpoderosas
El especial Los Jóvenes Titanes en acción contra Las Chicas Superpoderosas cuenta con la participación de Las chicas superpoderosas. Se emitió en los Estados Unidos el 30 de junio de 2016 y en Latinoamérica el 13 de octubre del mismo año. Fue muy criticado por su corta duración de 11 minutos y no de 22 minutos al ser un crossover.
Sinopsis: Después de usar un repelente para evitar temporalmente que las Chicas Superpoderosas se muevan, Mojo Jojo usa un dispositivo de teletransportación para teletransportarse a Jump City, en la torre de los titanes, luego las chicas lo siguen al mismo lugar donde él apareció, solo para encontrarse con Robin, Starfire y Raven. Luego, después de que las chicas compiten con tres de los titanes para ver quién es mejor, y Mojo Jojo atrapa a Cyborg y Chico Bestia en su nueva guarida, las chicas lo derrotan, con "ayuda" de Robin, Starfire y Raven.

### DC Super Hero Girls
Los personajes principales de la serie aparecieron en el episodio crossover "Superhero Feud" y aparecieron en el evento crossover de 4 partes "Space House".

### Scooby-Doo
Riña animada es un episodio crossover de Los Jóvenes Titanes en acción con la participación de Scooby-Doo!. Se emitió en los Estados Unidos el 4 de octubre de 2019 y en Latinoamérica el 15 de abril de 2020.

### ThunderCats Roar
Los Jóvenes Titanes Rugen es un episodio crossover de Los Jóvenes Titanes en acción con la participación de Thundercats Rugen. Se emitió en los Estados Unidos el 4 de abril de 2020 y en Latinoamérica el 5 de junio del mismo año.

### Titans
Chico Bestia aparece en un cameo en imágenes de archivo en el episodio de la temporada 4, "Dude, Where's My Gar?".

## Controversias
A pesar de su éxito en la serie, en escenas donde los personajes Cyborg y Chico Bestia donde dicen ser enamorados de Raven, sin embargo, su queja fue que los personajes la acosan, que lo calificaría como violencia contra la mujer, por el acoso y agresión contra esta personaje femenina, además de que el personaje Chico Bestia es el que más acosa demasiado y que lo califican al personaje como acosador de mujeres, donde también acosa al personaje Terra.

### Nacionalismo en la serie
La serie está llena de nacionalismo estadounidense a modo de sátira, ya que señala monumentos estadounidenses y usan sus tradiciones (Gran Cañón, la Casa Blanca, Día de Acción de Gracias). Además se refiere a Estados Unidos como el mejor país (en modo de burla) y como todo lo que ningún país debería aspirar a ser.

## Premios y nominaciones
| Año  | Premio                          | Categoría           | Resultado | Referencias |
| ---- | ------------------------------- | ------------------- | --------- | ----------- |
| 2025 | Nickelodeon Kids' Choice Awards | Caricatura favorita | Nominada  | [ 16 ]      |